# 霍恩施旺高城堡

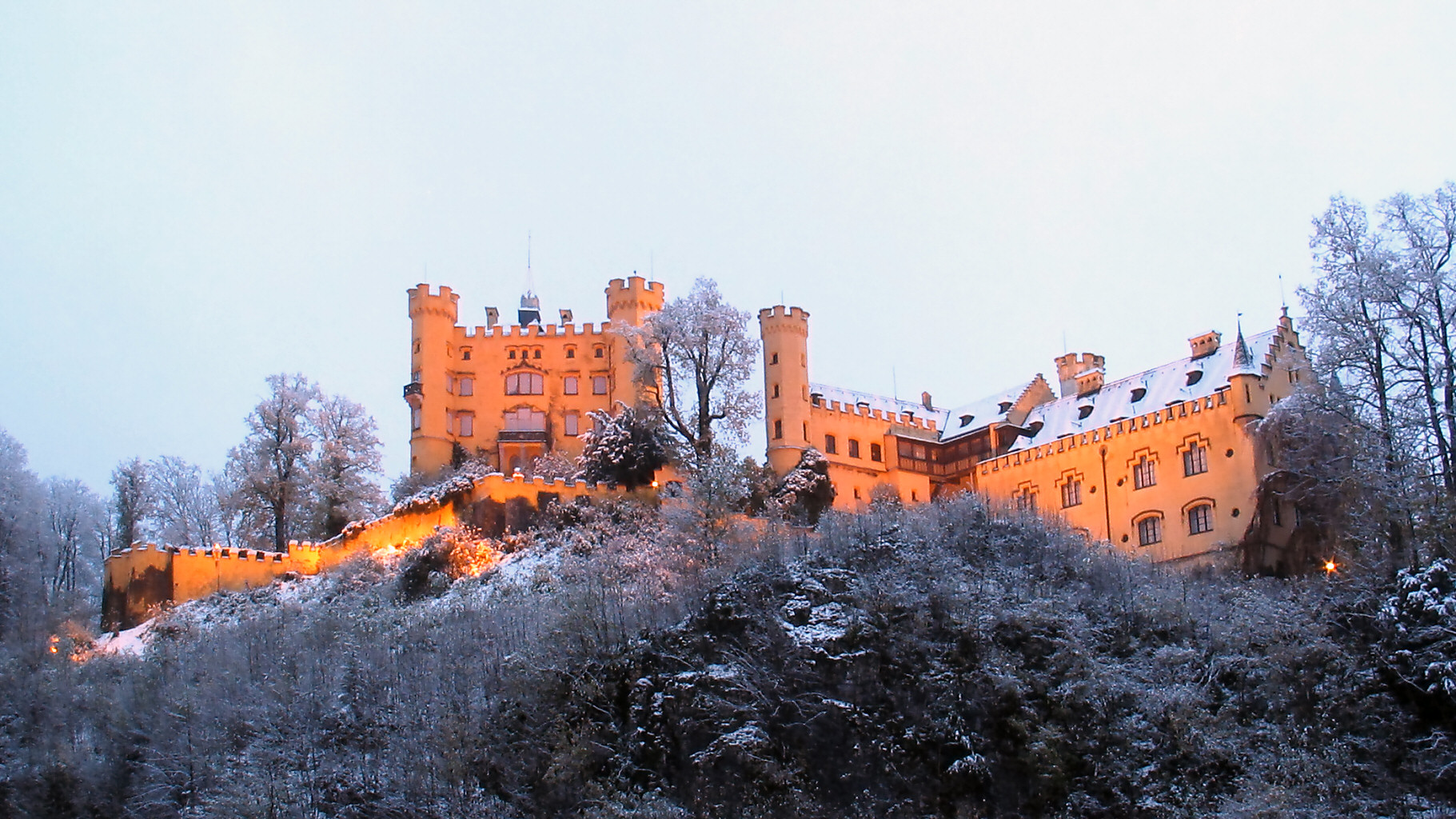
深秋的霍恩施旺高城堡

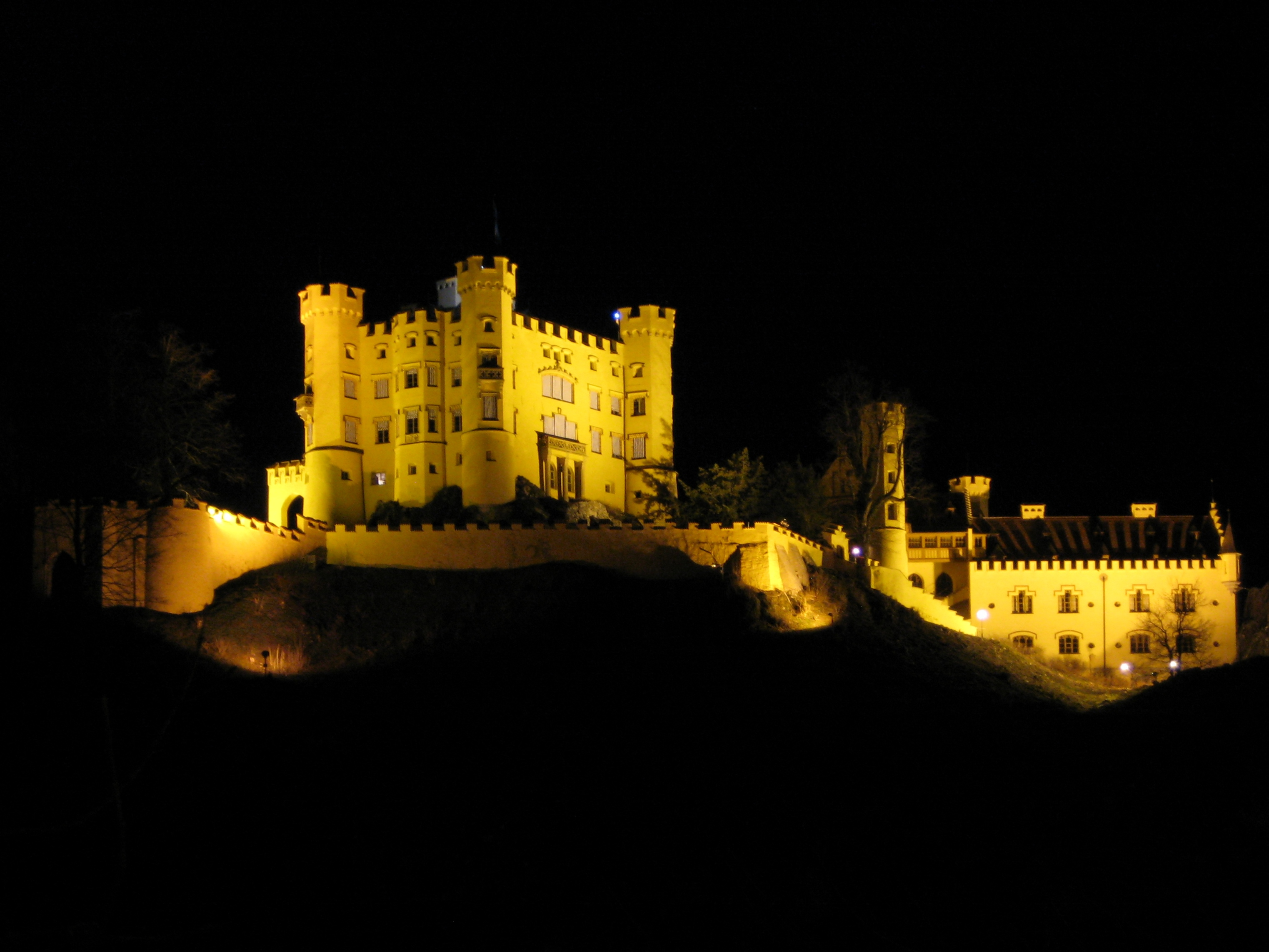
霍恩施旺高城堡夜景

47°33′20″N 10°44′10″E / 47.55556°N 10.73611°E
霍恩施旺高城堡（德語：Schloss Hohenschwangau），也称旧天鹅堡、高天鹅堡、上施旺高城堡，是位于德国巴伐利亚州施旺高镇辖下的霍恩施旺高村的一座城堡，与新天鹅城堡隔山相望，毗邻菲森市。

## 历史
霍恩施旺高城堡是德国浪漫主义时期的一块瑰宝，在12世纪刚刚建成后就迎来了它的伟大时期，并成为当时宫廷抒情诗的中心题材。城堡的主人和建造者是施旺高的骑士。
16世纪时，施旺高的骑士全部去世了，城堡濒于坍塌，并于1800年至1809年拿破仑战争期间遭到了严重的破坏。由于城堡地理位置极佳，当时的王储马克西米连，也就是后来的马克西米利安二世国王，路德维希二世国王的父亲，将废墟购买下来，并于1832年至1836年加以重新修整。许多著名的浪漫主义时期艺术家参与了重建工作，今天人们能够参观城堡里面的14个房间，应该归功于他们。
巴伐利亚的童话国王路德维希二世在这里度过了他生命中的大部分时光，并在这里接见过瓦格纳。后者从未涉足过新天鹅城堡和基姆湖皇宫。霍恩施旺高城堡内的浪漫主义风格对国王路德维希二世的性格产生了重大的影响。

## 内部格局
目前城堡内共有14个房间及大量丰富的馆藏对外开放供游人参观，分别为：
- 祈祷室
  - 以前作为武器室和饮水室的房间被国王马克西米连二世改建为新哥特式风格的祈祷室。直到今天这里仍然在星期天和节假日举行弥撒。

- 桌球游戏房
  - 原本用作观见国王时的等候室。英国桌球游戏起源于国王马克西米连二世时期。

- 天鹅骑士大厅
  - 曾经作为餐厅的这个房间内的壁画给人的印象非常深刻，上面画的是天鹅骑士罗恩格林传说中的情景。壁画在形式上受到了浪漫主义学派的鲜明影响。
- 西恩房间
  - 曾是王后玛丽的更衣室。“西恩”是维特尔斯巴赫家族的曾用名。
- 贝西塔房间
  - 曾是王后玛丽的书房。
- 城堡仕女房间
  - 曾是王后的起居室和接见大厅。
- 英雄大厅
- 荷恩施道芬房间
  - 曾是国王的更衣室和音乐室。
- 塔索房间
  - 国王的卧室是根据意大利诗人托克瓦多·塔索的作品装饰的。1870年正当国王路德维希二世忍受着牙痛的煎熬而躺在病榻上之时，俾斯麦的特使，荷尔斯泰因伯爵来到这里，向他递上了著名的“皇帝诏谕”。经过几个小时的谈判，疾病缠身的国王签字认可了选威廉一世为德国皇帝。
- 维芬房间
  - 曾是个小图书室。
- 奥塔利房间
  - 房间的名字“奥塔利”来自于一个巴伐利亚的古老传说：朗勾巴登国王奥塔利向巴伐利亚大公爵加利巴地一世的女儿特奥德林德公主求婚。瓦格纳来霍恩施旺高城堡作客时，曾经在此就寝。
- 骑士房间
  - 路德维希国王接见大臣时经常坐在这里的长沙发上。